# Anzême
 (mars 2021).
Si vous disposez d'ouvrages ou d'articles de référence ou si vous connaissez des sites web de qualité traitant du thème abordé ici, merci de compléter l'article en donnant les références utiles à sa vérifiabilité et en les liant à la section « Notes et références ».
Anzême est une commune française située dans le département de la Creuse en région Nouvelle-Aquitaine.
Elle est limitrophe des communes de Champsanglard, Glénic, Saint-Fiel, Saint-Sulpice-le-Guérétois, Bussière-Dunoise et le Bourg-d'Hem.

## Géographie

### Paysages
Au-delà du modelé du relief, collines molles et vallées encaissées, le paysage d'Anzême reflète l'histoire des hommes qui y ont vécu, car nulle part ne subsiste la végétation climacique qu'ont pu connaître les premiers agriculteurs sédentarisés au Néolithique.
Les essences naturelles dans la région d'Anzême sont le chêne et quelques hêtres, le noisetier en sous-bois, des lianes comme le liseron des haies et la bryone, et des plantes acidophiles comme la fougère et la molinie. On trouve aussi des aulnes, des saules, des trembles, des ormes, des tilleuls comme celui qui se dresse, de nombreuses fois centenaire, devant l'église d'Anzême, et des frênes. Les châtaigniers ont été importés au Moyen Âge des montagnes méditerranéennes, de même que les arbres fruitiers dont les mirabelliers, par exemple, beaucoup plus récemment de Lorraine. On trouve encore de la bruyère sur les talus, mais les landes qui étaient leur demeure, ont disparu. Les achillées se balancent au gré du vent sur les chemins en été, à côté du séneçon, du plantain, des chardons et des pissenlits.
Les sous-bois se hérissent en automne de champignons, comme la coulemelle, les cèpes et les bolets bronzés, rudes ou tête de nègre, les girolles, les trompettes-des-morts ou craterelles, les mousserons, les oronges ; au printemps, les morilles, mais aussi des espèces non comestibles comme les bolets satans ou les amanites phalloïdes.
Le bocage, qui séparait pacages, prés et labours, et les vallées fauchées aux rives et aux côtes entre-tenues ont été abandonnés par l'exode rural et reboisés par des essences naturelles aux couleurs claires ou des forêts de résineux aux couleurs sombres. Le remembrement, commencé dans la commune dans les années 1960, a détruit beaucoup de haies et produit un open field, dont les dimensions restent cependant modestes. Seules demeurent aujourd'hui des prairies et quelques champs cultivés pour des plantes fourragères destinées au bétail et les vestiges des haies du bocage d'antan et de ses chemins creux.
Les rivières et ruisseaux sont peuplés de salmonidés, truites, saumons et ombres, et les étangs de cyprinidés, carpes, brochets, sandres, tanches, perches, ablettes, vandoises, gardons, chevesnes, brèmes et barbeaux.

### Géographie locale et origine des noms de villages

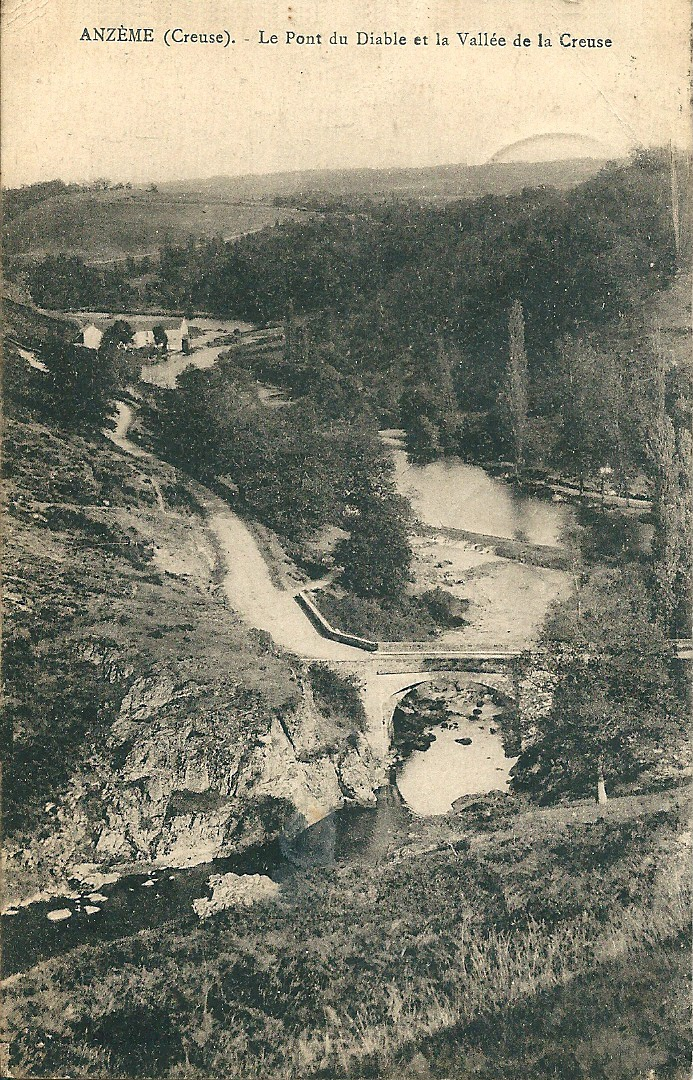
Anzême : Le Pont du Diable & la vallée de la Creuse ; vers 1920

Anzême est située par 46,26619° de latitude nord et 1,86326° de longitude est (coordonnées UTM en mètres : 412 500 et 5 124 500), dans le canton de Saint-Vaury, le Pays de la Haute-Marche, le département de la Creuse (140 000 h), et la région du Limousin (créée en 1950). Avant la Révolution française et la création des départements, dont celui de la Creuse, en 1790, la région fait partie de la province de la Marche, qui jouxte le Berry au nord, le Poitou à l'ouest, l'Auvergne au sud-est.
Le climat océanique est très arrosé : la région de Guéret est située sur l'isohyète de 1 000 mm. Mais les longs hivers révèlent son caractère continental. La température moyenne annuelle est de 11 °C.
L'altitude d'Anzême est de 330 mètres au bourg même et de 282 mètres au Pont du Diable. La commune est située sur les replats qui dominent la vallée en gorges de la Creuse sur sa rive gauche, sauf pour le village de Jupille enclavé sur la rive droite entre les territoires du Bourg d'Hem et de Champsanglard. Elle s'étend sur un paysage de collines, qui mène en pente douce vers les monts de la Marche et les Puys qui dominent Guéret (le Maupuy, le Puy Gaudy) et Saint Vaury (le Puy des Trois Cornes). Le bourg est installé sur un éperon de confluence de la Siauve avec la Creuse.
La commune d'Anzême comporte, outre le bourg lui-même, des villages dispersés qui portent les noms d'Aube, Birat, Busseroles, Cherfoulaud, Chignaroche, Chignavieux, Clérat, Courtille, Les Forges, Fournouë, la Grande Breuille, Jupille, Le Theil, Le Vignaud, Montbut, Péchadoire, la Petite Breuille, Puy Barjon, Romeil, Soumandes et Ventenat.
Chacun de ces noms a une histoire qui le rattache au passé Villareix, Cassagne. Certains comme Birat, Clérat ou Ventenat proviennent du nom latin ou gallo-roman d'une personne, Birus, Clerus ou Ventinus avec une terminaison en « -at » (en « -ac » dans d'autres parties du département) caractéristique d'une dérivation par addition du suffixe -acum remontant à l'époque gauloise, à la Gaule romaine ou aux premières périodes franques. La Creuse et la Corrèze sont ainsi constellées de noms de lieux en « at » et en « ac », sans parler des noms propres, dont certains sont très célèbres. Chignavieux provient de la même façon de Chignac (Chinac, 1150-1184, Chignacum, 1447, Chignat Vieulx 1591) formé sur Canius. La même origine explique Chignaroche (Chignac-Roche, 1420).
D'autres noms font référence à la végétation et sont probablement d'origine romane et dialectale (la langue limousine ou nord-occitane) : Busseroles est un lieu qui était couvert de buis, le suffixe étant un diminutif. Au Vignaud poussaient des vignes, probablement au XIIe siècle. Le Theil était dominé par un grand Tilleul (latin tilium et ancien occitan telh), certainement isolé comme en témoigne le singulier. La Petite Breuille provient de Breuil issu du bas latin brogilus d'origine gauloise, devenu en ancien occitan brolh, qui désigne un petit bois entouré de murets ou de haies, qui a pu devenir un enclos pour les chasses seigneuriales ou simplement un bosquet ou un fourré. Jupille provient du gaulois *juppo, le genévrier.
Courtille (Cortilla, 1031, 1033) est une petite cour (cortil), un jardinet, un enclos.
Fournouë (Fournoulx, 1536) et les Forges font référence à des activités artisanales de poterie (four) et de métallurgie du fer. La forge est au Moyen Âge un lieu intégré où on réduit dans un bas-fourneau le minerai de fer trouvé sur place à partir de charbon de bois provenant de la forêt dans laquelle l'atelier est installé ; les artisans affinent et préparent le fer en le battant au marteau.
Péchadoire (1448, Piscaturis), situé au-dessus de la vallée de la Creuse, abritait une pêcherie.
Chaque colline, plaine et vallon porte un nom, que le cadastre conserve : les Chassengros, Les Champs Blancs, le Puy Sylvain, les Lignes, Font Gouteix, Veyère, les Pelades, les Monts, les Gours, Terre Noire, la Chassignole, Bois Martin, les Bruyères, les Côtes, le Pré Maillet, les Bois Rameau, etc.

### Climat
Pour des articles plus généraux, voir Climat de la Nouvelle-Aquitaine et Climat de la Creuse.
Historiquement, la commune est exposée à un climat montagnard.  
En 2020, Météo-France publie une typologie des climats de la France métropolitaine dans laquelle la commune est exposée à un climat de montagne et est dans la région climatique Ouest et nord-ouest du Massif Central, caractérisée par une pluviométrie annuelle de 900 à 1 500 mm, maximale en automne et en hiver.
Pour la période 1971-2000, la température annuelle moyenne est de 10,8 °C, avec  une amplitude thermique annuelle de 15,2 °C. Le cumul annuel moyen de précipitations est de 892 mm, avec 12,4 jours de précipitations en janvier et 7,8 jours en juillet. Pour la période 1991-2020, la température moyenne annuelle observée sur la station météorologique la plus proche, située sur la commune de Bonnat à 7 km à vol d'oiseau, est de 11,5 °C et le cumul annuel moyen de précipitations est de 887,3 mm,. Pour l'avenir, les paramètres climatiques de la commune estimés pour 2050 selon différents scénarios d’émission de gaz à effet de serre sont consultables sur un site dédié publié par Météo-France en novembre 2022.

## Urbanisme

### Typologie
Au 1er janvier 2024, Anzême est catégorisée commune rurale à habitat très dispersé, selon la nouvelle grille communale de densité à 7 niveaux définie par l'Insee en 2022.
Elle est située hors unité urbaine. Par ailleurs la commune fait partie de l'aire d'attraction de Guéret, dont elle est une commune de la couronne,. Cette aire, qui regroupe 72 communes, est catégorisée dans les aires de moins de 50 000 habitants,.

### Occupation des sols
L'occupation des sols de la commune, telle qu'elle ressort de la base de données européenne d’occupation biophysique des sols Corine Land Cover (CLC), est marquée par l'importance des territoires agricoles (70 % en 2018), une proportion identique à celle de 1990 (70 %). La répartition détaillée en 2018 est la suivante : 
prairies (44 %), forêts (27,1 %), zones agricoles hétérogènes (25,7 %), eaux continentales (1,9 %), zones urbanisées (1 %), terres arables (0,3 %). L'évolution de l’occupation des sols de la commune et de ses infrastructures peut être observée sur les différentes représentations cartographiques du territoire : la carte de Cassini (XVIIIe siècle), la carte d'état-major (1820-1866) et les cartes ou photos aériennes de l'IGN pour la période actuelle (1950 à aujourd'hui).

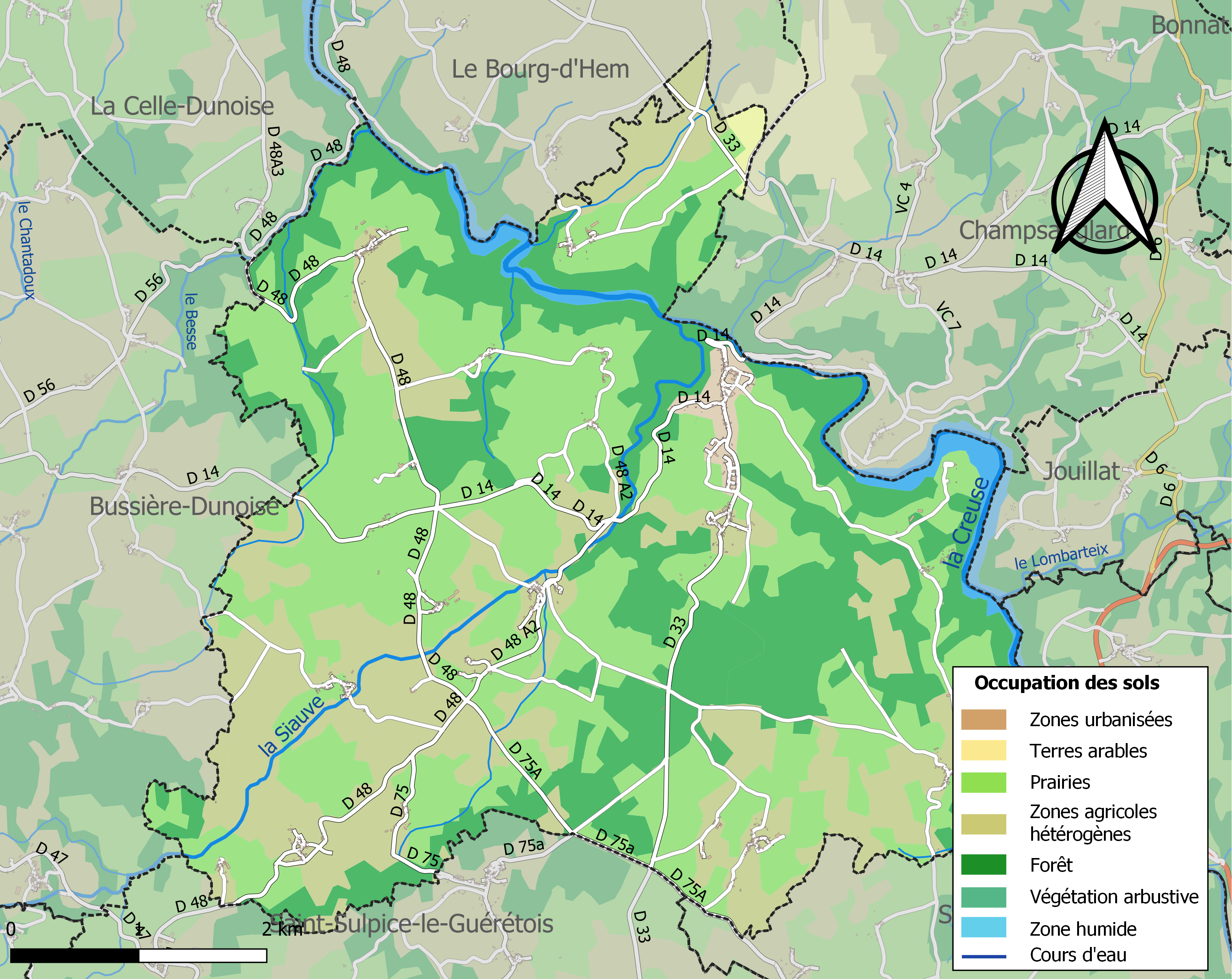
Carte des infrastructures et de l'occupation des sols de la commune en 2018 (CLC).

### Risques majeurs
Le territoire de la commune d'Anzême est vulnérable à différents aléas naturels : météorologiques (tempête, orage, neige, grand froid, canicule ou sécheresse) et séisme (sismicité faible). Il est également exposé à un risque technologique, la rupture d'un barrage, et à un risque particulier : le risque de radon. Un site publié par le BRGM permet d'évaluer simplement et rapidement les risques d'un bien localisé soit par son adresse soit par le numéro de sa parcelle.

#### Risques naturels

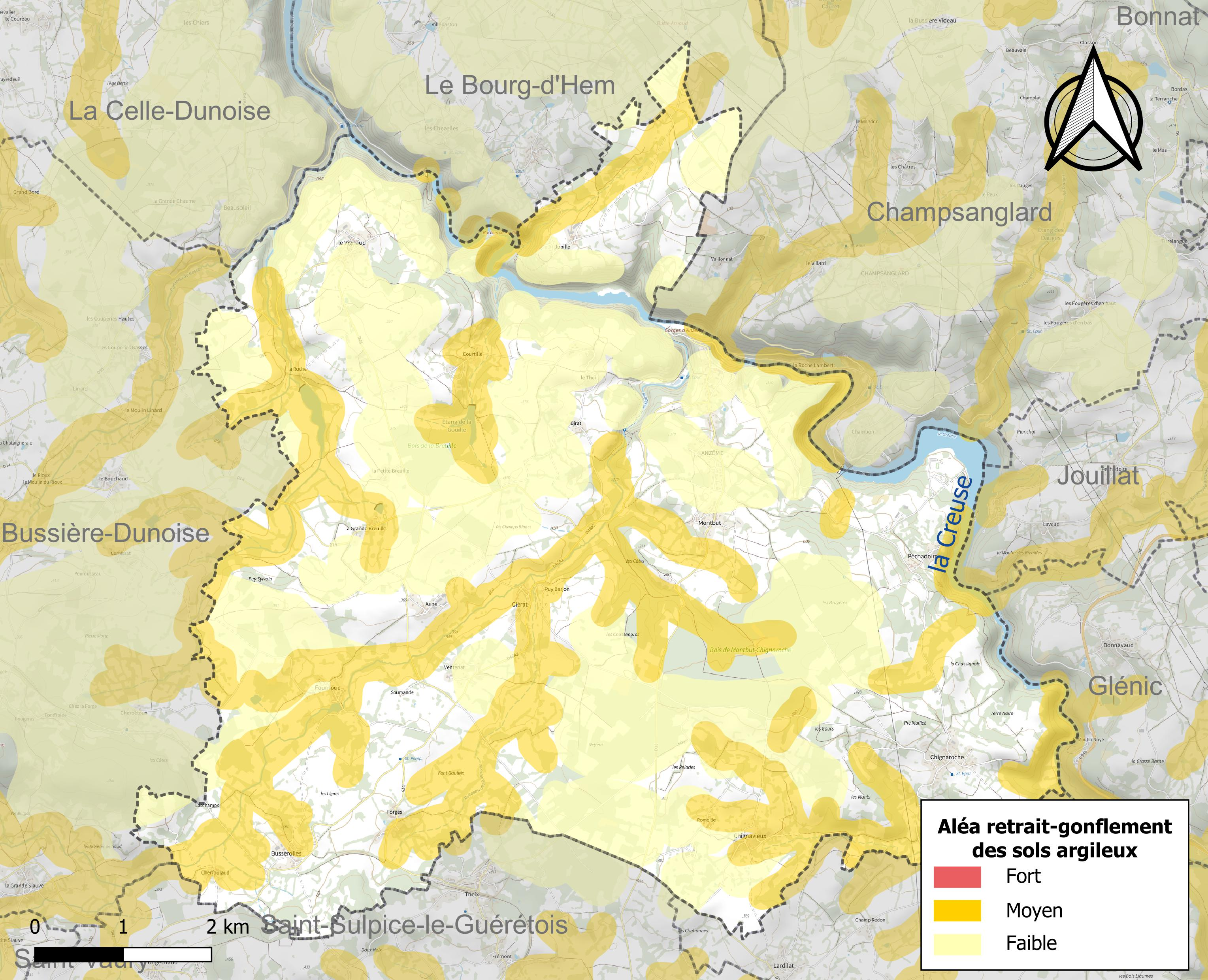
Carte des zones d'aléa retrait-gonflement des sols argileux d'Anzême.

Le retrait-gonflement des sols argileux est susceptible d'engendrer des dommages importants aux bâtiments en cas d’alternance de périodes de sécheresse et de pluie. 30,8 % de la superficie communale est en aléa moyen ou fort (33,6 % au niveau départemental et 48,5 % au niveau national). Sur les 417 bâtiments dénombrés sur la commune en 2019,  105 sont en aléa moyen ou fort, soit 25 %, à comparer aux 25 % au niveau départemental et 54 % au niveau national. Une cartographie de l'exposition du territoire national au retrait gonflement des sols argileux est disponible sur le site du BRGM,.
Par ailleurs, afin de mieux appréhender le risque d’affaissement de terrain, l'inventaire national des cavités souterraines permet de localiser celles situées sur la commune.
La commune a été reconnue en état de catastrophe naturelle au titre des dommages causés par les inondations et coulées de boue survenues en 1982 et 1999. Concernant les mouvements de terrains, la commune a été reconnue en état de catastrophe naturelle au titre des dommages causés par des mouvements de terrain en 1999.

#### Risques technologiques
La commune est en outre située en aval du  barrage de Confolent, un ouvrage sur la Creuse de classe A soumis à PPI, disposant d'une retenue de 4,7 millions de mètres cubes. À ce titre elle est susceptible d’être touchée par l’onde de submersion consécutive à la rupture de cet ouvrage.

#### Risque particulier
Dans plusieurs parties du territoire national, le radon, accumulé dans certains logements ou autres locaux, peut constituer une source significative d’exposition de la population aux rayonnements ionisants. Certaines communes du département sont concernées par le risque radon à un niveau plus ou moins élevé. Selon la classification de 2018, la commune d'Anzême est classée en zone 3, à savoir zone à potentiel radon significatif.

## Histoire

### Avant l'homme
La région s'est soulevée à la fin du Protérozoïque (ère primaire), il y a six cents millions d'années, dans le plissement hercynien-varisque, première phase du cycle orogénique de même nom qui a créé les massifs d'Europe de l'Ouest, armoricain, le central et les Vosges en France. À cette période les continents ont une organisation mal connue, car on pense qu'ils se trouvent au milieu d'un cycle de Wilson, entre le super-continent de la Rodinia et celui de la Pangée. Puis l'érosion aplatit les sommets et laisse en place une pénéplaine granitique, qui déverse sur ses marches les résidus détritiques des montagnes qui ont été. La Pangée se forme, puis éclate en Laurasia et Gondwana. Des mers, au nord et à l'ouest viennent baigner des rivages au-delà desquels vont se déposent les bassins parisien et aquitain.
Le soulèvement des Alpes, prochain cycle orogénique à frapper la région qui deviendra l'Europe, bouscule la pénéplaine du massif Central et fait basculer vers le nord les plateaux dont fait partie la région creusoise. C'est ainsi que se fige la direction de drainage dans laquelle vont couler les rivières qui s'installent, la Grande et la Petite Creuse, la Gartempe, le Thaurion, l'Arnon, la Vienne, le Cher, l'Indre et la Loire.
L'encaissement de la vallée de la Creuse, dans les alluvions qui bordent les premières zones granitiques du massif central, remonte au début du Quaternaire.

### Préhistoire
Le peuplement humain, aussi ancien que dans l'ensemble du territoire français, remonte au Paléolithique inférieur : à Lavaud, près d'Argenton-sur-Creuse, les premiers vestiges liés à la présence de l'homme ont un million d'années. Depuis l'Acheuléen jusqu'au Néolithique, on connaît des sites, répartis tout le long de la vallée, en particulier à Péchadoire, où on a trouvé des silex, ou à Fressignes (17 000 av. J.-C.). La vallée de la Creuse a servi de refuge à la faune et aux hommes lors de la glaciation de Würm, époque à laquelle l'inlandsis descendait jusqu'à la vallée du Rhin, les territoires plus méridionaux étant péri-arctiques. Les grottes et abris ont été occupés pendant l'Aurignacien, le Solutréen et les différentes phases du Magdalénien, assurant une transition entre les cultures du bassin parisien et celles de la vallée de la Dordogne. Les hommes de Néandertal, Homo neanderthalensis, y ont précédé les hommes modernes, Homo sapiens. Les campagnes sont alors peuplées d'aurochs, de chevaux, de rennes, de renards polaires, de gloutons, de harfangs des neiges, de lemmings, de campagnols et de bouquetins. On y chasse le renne, le cheval, la saïga et le loup.
C'est au Néolithique que la sédentarisation conduit à un peuplement durable d'agriculteurs et d'éleveurs. On en veut pour preuve les mégalithes, dolmens et menhirs, dont il existe plusieurs dizaines d'exemplaires dans la Creuse, y compris un petit menhir sur la route de Chignaroche à Saint-Fiel, les tumuli et les oppida (Puy de Gaudy à Sainte-Feyre), et les objets en cuivre qui apparaissent au cours des troisième et second millénaires.

### Les Gaulois
Il est probable que la population locale devient celte par simple diffusion culturelle depuis l'est de l'Europe des techniques agricoles et des langues indo-européennes qui l'accompagnent, sans qu'il soit besoin d'évoquer de grandes invasions. Le fer remplace le bronze et on a identifié des fonderies dans la vallée de la Creuse, par exemple à Saint-Vaury. Les Celtes, c'est-à-dire les Gaulois, sont connus au moment de la conquête romaine de 58, sous le nom de peuple Lémovique (Lemovices, en latin), dont le nom sera conservé dans celui de la ville de Limoges. Les peuples voisins sont les Bituriges (Bourges) et les Arvernes (Auvergne).
Une partie des noms qu'on lit encore aujourd'hui sur les cartes, les toponymes, proviennent de cette époque, pré-indo-européenne et celte. Le nom de la rivière la Creuse aurait ainsi une origine pré-celte et le mot moderne creuser viendrait du celtique crosus, lui-même probablement d'origine plus ancienne : on est tenté de lire les mêmes origines dans le nom de la rivière et dans le verbe courant, qui s'est installé en français aux dépens du mot latin cavus (cavité).
Le nom d'Anzême lui-même est attribué à une racine celte anco, signifiant recourbé et issime, un suffixe gaulois indiquant un superlatif : Anzême est ainsi le lieu où la rivière se tord en méandres très prononcés au fond de ses gorges. On trouve en latin du XIe siècle, le nom d'Ancesime et plus tard Anzisma et Anzesme.
Le mot Limousin viendrait aussi du celte lim ou lem, qui désigne un pays humide et marécageux (cf. limon, Limagne, Léman, etc.), mais d'autres étymologies font référence au mot lema ou leme, nom gaulois de l'orme. Le mot Limousin a d'ailleurs eu un destin extraordinaire hors de France, puisqu'il désigne aux États-Unis de longues automobiles très étirées, probablement parce que dans une version antérieure, les limousines étaient conduites par des chauffeurs assis à l'extérieur de l'habitacle et vêtus d'une pèlerine en poils de chèvre ou en grosse laine nommée limousine, parce que les bergers du Limousin en portaient de telles.

### Les Romains
En 52 av. J.-C., la Gaule devient romaine et le nouvel occupant fonde sous le règne d'Auguste la première ville limousine dans une région intégralement rurale : c'est Augustoritum (Auguste + ritum, un mot gaulois qui signifie gué), qui deviendra Limoges. Du Ier au IIIe siècle la population se densifie et de nombreuses exploitations agricoles, les villae sont fondées. Beaucoup d'entre elles ont laissé comme témoignage des noms de lieu terminé en ac, au sud, ou en "at", plus au nord. Le village de Birat, qui fait face à Anzême de l'autre côté de la vallée de la Siauve, serait ainsi une ancienne villa romaine. L'origine du nom complet, qui intéresse particulièrement l'auteur de ces lignes, serait celui du propriétaire latin, Birus, mais d'autres auteurs le rattachent au verbe birer, qui signifiait au Moyen Âge loucher. La villa est devenue au Moyen Âge une manse, on retrouve trace en 1031 et 1033 (mansa a Birat).
Les axes de communication des voies romaines relient Limoges à Saintes (Mediolanum Santonum), à Bourges (Avaricum) en passant la vallée de la Creuse à Ahun (Acitodunum), à Néris-les-Bains (Aquae Nerii), à Argenton-sur-Creuse (Argentomagus) et à Clermont-Ferrand (Augustonemetum). Le pont dit romain du Moutier d'Ahun ne sera construit qu'au XIe siècle.
La christianisation de la région est contemporaine de la période romaine. La légende raconte que saint Martial, apôtre du Christ, serait le premier évangélisateur de Limoges, où il est enterré et a donné son nom à la paroisse de cette ville. Son passage à Limoges est ponctué de miracles, puisqu'il ressuscite les uns après les autres ses partisans massacrés, jusqu'à ce que la ville entière se convertisse au christianisme. On parle ainsi de Valérie, la fille du duc Leocadius, qui, décapitée pour avoir voulu devenir nonne plutôt que d'épouser le mari qu'on lui avait choisi, ramasse sa tête et la porte au pied du saint. En fait, saint Martial, le premier évêque de Limoges, n'y serait arrivé que vers le milieu du IIIe siècle. Saint Martial et sainte Valérie sont particulièrement honorés en Limousin.
La période romaine laisse partout dans la Creuse des traces toponymiques mais aussi archéologiques, tels que de petits vases ronds de terre cuite à Anzême. Mais peu d'évènements sont restés consignés dans les documents historiques pendant cette longue période, sinon le rattachement de la région à la province d'Aquitaine Première, dont la métropole est Bourges. Cette reprise en main fait suite aux premiers ravages du passage des "barbares" qui déferlent de l'Est, et à la victoire de Probus, qui rétablit provisoirement l'ordre romain.

### Nos ancêtres, les barbares
Ce sont les Wisigoths, chrétiens ariens venus d'Orient par l'Italie, qui s'installent en Aquitaine (419-507) avec l'accord de l'empereur Honorius. Le Limousin, qui était resté romain, passe petit à petit sous le contrôle du roi wisigoth Euric.
La victoire du roi des Francs, Clovis, à Vouillé décide du sort de l'Aquitaine et du Limousin qui passent sous son contrôle en 507. À sa mort en 511, le partage de son royaume l'attribue à Thierry, roi de Metz et de Reims, mais ce rattachement "contre nature" ne dure qu'aussi longtemps que vit son roi. Le pouvoir mérovingien met en place son administration, qui s'appuie sur les comtes (comes) et le Limousin est dirigé par l'un de ceux-ci.

### Les Mérovingiens
La région qui sera la France connaît une période troublée quand meurt Clotaire 1er, le dernier fils de Clovis, en 561. Le royaume est divisé entre les héritiers avec des épisodes variés et guerriers, qui dévastent en particulier le Limousin et Limoges. Le royaume de Clovis est ensuite partagé durablement entre la Neustrie et l'Austrasie et le Limousin est rattaché à la Neustrie dont Chilpéric est le roi (567). Despotisme et révoltes se succèdent suivis par des périodes plus clémentes comme sous le règne de Brunehilde, de Clotaire II (613-628) et de Dagobert (628-638), dont le ministre des finances Eloi, qui sera canonisé, vient de la région et y fonde l'abbaye de Solignac. Le Limousin a alors rejoint le royaume franc des rois mérovingiens.
Quand l'Aquitaine se sépare du royaume mérovingien vers 670, le Limousin est annexé manu militari par le duc Lupus de Toulouse (674), puis Limoges prête serment au duc Eudes. Les villes sont fortifiées et sont ainsi épargnées quand les Sarrasins montent vers le nord, avant d'être arrêtés en 732 par Charles Martel à Poitiers, mais les campagnes sont saccagées par les bandes sarrasines qui refluent vers la Méditerranée après leur défaite.

### Les Carolingiens
Les Francs reconquièrent l'Aquitaine de 760 à 768, sous la conduite de Pépin le Bref, qui l'arrache au duc Waiffre. Le Limousin, qui a servi de marche et de champ de bataille se relève et profite de la paix carolingienne instituée par Charlemagne et qui dure jusqu'aux incursions des Normands en 848, 856, 864 et 888. Ceux-ci dévastent les plaines de l'ouest en remontant les rivières depuis l'océan qui les a amenés, mais même s'ils avancent jusqu'à Guéret, leurs passages en Limousin sont brefs et c'est là que les monastères cachent les reliques des saints à ces hordes de païens.
Charles le Chauve autorise en 848, les clercs gardiens du tombeau de saint Martial à fonder une abbaye à Limoges selon la règle de Saint-Benoist. La dévotion au saint limousin attire les fidèles qui y viennent en pèlerinage et continueront à la faire jusqu'au temps présent, où Limoges demeure une étape sur les chemins qui mènent à Saint-Jacques-de-Compostelle. Un tel chemin passe aussi par Anzême. Un autre monastère avait été fondé à Guéret, devenu alors le Bourg-aux-Moines, dès le VIIIe siècle, et c'est Pardoux, le futur saint, qui en est le premier abbé.

### Entre Capétiens et Plantagenets
Au début du Xe siècle, la « décentralisation féodale » prend la relève des royaumes exsangues. Le Limousin est un comté rattaché au duché d'Aquitaine sur lequel règnent les comtes de Toulouse. Il est éclaté en vicomtés, baronnies et comtés, dont celui de la Marche (Marca Lemovicina). Boson Le Vieux, de la maison des Charroux, en est le premier comte (vers 958). Le Limousin participe avec ardeur aux croisades, après qu'Urbain II l'a prêchée à Limoges en 1095.
Vers la fin du Xe siècle, le latin déjà transformé en langue romane se fragmente en dialectes. La Creuse parle une langue d'oc, la langue occitane, et une variété qu'on appelle langue limousine et qui sera illustrée par une littérature abondante de théâtre (Mystères puis Miracles), d'épopées (chansons de geste), de chroniques et de poésie lyrique. Ce sont les châteaux des grandes familles limousines médiévales qui abritent ainsi écrivains et troubadours, avant qu'ils ne se multiplient dans une autre version de l'occitan en Provence et en français dans la zone de langue d'oïl. Le poème de Boèce, la chanson d'Antioche (1130) sont les premières œuvres en langue romane. Bernard de Ventadour, le poète courtois, qui chante la belle duchesse de Normandie, Aliénor, Bertran de Born, le poète guerrier et Giraud de Borneil, le maître des troubadours (trobaires), ont laissé des œuvres célèbres.
Le divorce du roi de France, Louis le Jeune d'avec Aliénor d'Aquitaine, la précipite dans le lit de Henri Plantagenet et le Limousin entre dans l'apanage de celui qui monte en 1158 sur le trône d'Angleterre. La Marche reste pour un temps rattachée directement au royaume de France et complote avec les Lusignans et d'autres seigneurs limousins aux côtés de Louis VII contre Henri II. Mais les deux rois concluent une paix et la Marche retrouve sa place dans l'ensemble du Limousin par une transaction commerciale, le Comté étant vendu par Aldebert IV pour 15 000 livres angevines, 20 mules et 20 palefrois en 1177.
Les relations du Limousin et des Plantagenêts sont complexes. Richard, second fils de Henri II, est couronné en 1169 à la cathédrale de Limoges pour un règne qui durera 30 ans. Après s'être révolté contre son père, il rentre dans le rang et s'emploie à soumettre ceux qui s'étaient alliés avec lui pour rejoindre le royaume de France. Il fait appel à des brigands, les routiers, pour soumettre les barons limousins et le pays est mis à feu et à sang jusqu'en 1186, où chevaliers et évêques limousins taillent en pièces les brigands sur les bords de la Creuse près d'Ahun. Épuisés, les seigneurs limousins se soumettent à Richard, qui part ensuite en croisade aux côtés de Philippe Auguste en 1190. Richard acquiert en Terre sainte son surnom de Cœur de Lion et revient de la croisade et de sa captivité sur ses terres en 1194, transformé. La paix règne en Limousin jusqu'à sa mort en 1199, devant Châlus (Haute-Vienne).
Jean-sans-Terre, qui lui succède, donne le comté de la Marche à la famille des Lusignan, mais s'en fait des ennemis en enlevant Isabelle d'Angoulême, fiancée d'Hughes de Lusignan pour l'épouser en 1200 contre son gré.
En fait, ce sont les Plantagenêts et les Capétiens qui luttent pour la prééminence sur le continent et l'épisode, prémonitoire de la guerre de Cent Ans, s'achève par la victoire française de Bouvines en 1214, qui donne le Poitou au roi de France. Ce n'est que trêve provisoire car les deux dynasties continuent à se battre pour le Poitou. Les Lusignan ont rejoint cette fois les Plantagenêts et, sous l'inspiration de la « dame de la Marche », Isabelle d'Angoulême, l'épouse de Hughes X, combat Blanche de Castille, pendant la minorité de Louis IX. Ils doivent se soumettre au roi, en 1242 et perdent quelques-unes de leurs orgueilleuses forteresses, dont celle de Crozant. La famille des Lusignan est décimée lors des croisades. Philippe le Bel rachète alors la Marche à ses héritières et le comté est réuni une première fois au domaine royal en 1314, avec là encore des entrées et sorties successives dignes d'un théâtre de Vaudeville ! Le représentant du roi est le sénéchal du Limousin, qui devient une sénéchaussée.
Une bande dessinée célèbre, les Aigles décapités, riche d'une quinzaine d'albums, raconte cette période de l'histoire du Limousin en chroniquant l'histoire de Crozant, une forteresse immense qui se dresse sur l'éperon de confluence de la Creuse et de la Sédelle, à une trentaine de kilomètres en aval d'Anzême. À défaut d'être complètement fidèle à l'histoire, elle donne à voir ces temps lointains avec une vérité ethnologique certaine.
L'église actuelle d'Anzême, construite au XIIe siècle ou au XIIIe siècle, est une chapelle romane en granit trapue couverte d'un clocher en charpente de bois recouvert de bardeaux de châtaignier et inclinée vers le nord-est pour résister au vent. Il est dominé par un coq de cuivre et la cloche, qu'il abrite aujourd'hui, se nomme la Jeanne-Françoise. Elle a été transformée au XIVe siècle, où ses chapelles gothiques ont été ajoutées, et au XVIe siècle où a été construite la tour latérale abritant l'escalier en colimaçon qui monte vers le clocher. Elle est dotée d'un transept, de deux chapelles et est décorée derrière l'autel d'un beau retable en bois du XVIIe siècle. Elle domine le village et veille au-dessus des gorges de la Creuse depuis toujours. Elle a été classée monument historique.
La première église du village date pourtant au moins du XIe siècle (1031), car une église Saint-Pierre y est identifiée à cette époque. C'était semble-t-il celle d'un prieuré dédié à Saint-Pierre et Saint-Martial, qui aurait été fondé en 883. En 1108, le pape demanda aux évêques de Limoges et d'Angoulême de trancher un différend sur l'investiture du monastère entre l'abbé de Saint-Martial de Limoges et celui de l'abbaye de Bourg-Dieu à Déols, et c'est Limoges qui l'emporta.
Une chapelle Saint-Martial, à l'emplacement de l'actuel cimetière, était une annexe de ce prieuré en 1570.
Un archiprêtré était installé à Anzême sous le même nom avant 1288. Il comportait 42 paroisses, que donne Lecler, dont Ajain, Bonnat, Chéniers, Genouillac, Guéret, Pionat, Sainte Feyre, etc.
Les curés de la paroisse étaient nommés par l'évêque de Limoges (1563), puis par l'abbé de Bourg-Dieu, par le prince de Condé (1641-1736) et enfin par le roi lui-même (1764).
Le pont sur la Creuse  au-dessus des tourbillons du Nettu et y créer le chemin d'accès. Cette prouesse de génie civil a laissé une légende et un nom à ce pont, le pont du diable, puisqu'on raconte que c'est le diable lui-même qui l'a achevé. Il aurait demandé en échange l'âme de la première personne qui y passerait selon les uns ou celle du maire s'il achevait l'ouvrage avant l'aube selon les autres. Bien sûr, les habitants malins l'ont berné, soit en envoyant un chat le traverser en premier soit en réveillant un coq pour annoncer le jour bien avant que le soleil ne perce à l'horizon !
Quand Édouard III revendique la couronne de France en 1337, le Limousin retrouve de nouveau son statut de marche, pris en écharpe entre la Guyenne anglaise et le royaume de France et il va subir de plein fouet les ravages de la guerre de Cent Ans, sans parler de la peste noire de 1348 qui frappe toute l'Europe. Les exactions du Prince Noir, la reddition du Limousin à l'Angleterre par le traité de Brétigny (1360), la reprise de la région par Charles V, le sac de Limoges que raconte Froissart dans ses chroniques, enfin la reconquête de la Marche par Jean de Bourbon (1372-73) marquent la première période de cette guerre sans fin. Quand Henri V relance la guerre en 1415, la Marche reste un peu à l'écart des combats qui affectent le Sud du Limousin.
Image de l'importance du Limousin et de sa culture, une série de trois papes limousins s'installent à Avignon, Clément VI, Innocent VI et Grégoire XI, qui ramène le Saint Siège à Rome en 1378. Ils installent dans le gouvernement de l'Église 39 cardinaux, 11 patriarches, 56 archevêques et 300 évêques limousins. Pendant quelques dizaines d'années, l'Église catholique n'est plus romaine et apostolique mais limousine et apostolique.

### Pax franca
La fin de la guerre de Cent ans instaure un siècle de paix dans la région sous la pax franca de la monarchie française. L'administration royale se met en place et y restera jusqu'à la Révolution française. À partir du XVIe siècle, la Haute-Marche est dirigée depuis Guéret où siège le gouverneur militaire, mais aussi un florilège de différentes juridictions judiciaires.
Les guerres de religion, les troubles de la Ligue et la révolte de Croquants (les paysans) mettent le Limousin en "grande misère et pauvreté", jusqu'au rétablissement de l'ordre et de la paix civile par Henri IV.
La Renaissance dote la ville de Guéret du bel hôtel des Moneyroux.
La suite de l'histoire de la région se confond avec celle de la France. Les rois se succèdent à Paris et à Versailles. La Révolution installe la République, qui finit par s'imposer après Napoléon et les derniers rois. Le Limousin et la Creuse perdent de leur originalité et de leur importance. On parle français dans la région depuis le XVIIe siècle, même si l'occitan est resté un patois dans les campagnes jusqu'au milieu du XXe siècle.

### L'époque moderne
Vers la fin du XIXe siècle, la vallée de la Creuse attire les artistes qui veulent peindre la lumière et la nature dans leurs toiles. Les impressionnistes, après Barbizon et Morey-sur-Loing et avant de découvrir la Provence, s'installent sur les bords de la Creuse, dont la vallée est dégagée des arbres qui l'ont recolonisée aujourd'hui, et colorée par les saisons. Armand Guillaumin s'y fixe, mais Claude Monet y est aussi attiré par Maurice Rollinat, le filleul littéraire de George Sand issu de Fresselines, un village installé à l'embouchure de la Creuse et de la petite Creuse. Ce mouvement artistique est connu sous le nom d'École de Crozant.
L'ancrage à gauche traditionnel du Limousin date de la monarchie de Juillet, avec la formation d'un groupe socialiste par Pierre Leroux, ami de George Sand, à Boussac.
Au XXe siècle, la Creuse décroche de la modernité en refusant le passage du chemin de fer Paris-Toulouse par Guéret, puis la construction des routes nationales dont la nationale 20. L'histoire se répète avec les autoroutes, qui longent le département à l'Est à l'Ouest, sans le pénétrer. La région se dépeuple, d'abord par le départ des maçons de la Creuse dès le XIXe siècle (Martin Nadaud, élu député en 1849), qui construisent Paris et les grandes villes du pays – les "Creusois de Paris" ont une association active et un journal au milieu du XXe siècle, puis par un exode vers les villes qui transforme le pays creusois en désert humain.
Chaque année qui passe constate un nouveau minimum démographique. La population vieillit. Les tentatives de faire de la Creuse le Texas français ont échoué. Pourtant ces handicaps pourraient se transformer en atouts, à l'heure où la qualité de la vie rurale attire plus d'un citadin et où les communications à haut débit permettent de se connecter avec la Toile mondiale, où que l'on soit et à travailler à distance.
Selon le Palmarès 2015 de l'écologie en France dressé et publié le 22 octobre par le Magazine La Vie, la Creuse (département) est numéro 1 ex-æquo avec la Corrèze (département) pour sa qualité de l'air.

## Politique et administration
Aujourd'hui, Anzême est une commune de 535 habitants (recensement de 1999) qui comptait 448 électeurs inscrits en 2020. Son code postal est 23000, parce que le service postal est assuré par la ville de Guéret, le chef-lieu de la Creuse, et son code INSEE est 23 004, parce qu'Anzême est la quatrième commune du département par rang alphabétique.

### Liste des maires
| Période                                  | Période        | Identité             | Étiquette | Qualité               |
| ---------------------------------------- | -------------- | -------------------- | --------- | --------------------- |
| Les données manquantes sont à compléter. |                |                      |           |                       |
| mars 2001                                | 2008           | Jean-Louis Virlojeux |           |                       |
| mars 2008                                | novembre 2018  | Alain Favière        | DVG       | Professeur des écoles |
| décembre 2018                            | septembre 2019 | Nicole Beaudroux     | DVG       |                       |
| septembre 2019                           | En cours       | Viviane Dupeux       |           |                       |

## Population et société

### Démographie
L'évolution du nombre d'habitants est connue à travers les recensements de la population effectués dans la commune depuis 1793. Pour les communes de moins de 10 000 habitants, une enquête de recensement portant sur toute la population est réalisée tous les cinq ans, les populations de référence des années intermédiaires étant quant à elles estimées par interpolation ou extrapolation. Pour la commune, le premier recensement exhaustif entrant dans le cadre du nouveau dispositif a été réalisé en 2005.

En 2022, la commune comptait 549 habitants, en évolution de −4,85 % par rapport à 2016 (Creuse : −3,32 %, France hors Mayotte : +2,11 %).
| 1793  | 1800  | 1806  | 1821  | 1831  | 1836  | 1841  | 1846  | 1851  |
| ----- | ----- | ----- | ----- | ----- | ----- | ----- | ----- | ----- |
| 1 399 | 1 223 | 1 310 | 1 403 | 1 505 | 1 508 | 1 514 | 1 574 | 1 545 |

| 1856  | 1861  | 1866  | 1872  | 1876  | 1881  | 1886  | 1891  | 1896  |
| ----- | ----- | ----- | ----- | ----- | ----- | ----- | ----- | ----- |
| 1 460 | 1 412 | 1 415 | 1 400 | 1 415 | 1 412 | 1 443 | 1 506 | 1 518 |

| 1901  | 1906  | 1911  | 1921  | 1926  | 1931  | 1936  | 1946  | 1954 |
| ----- | ----- | ----- | ----- | ----- | ----- | ----- | ----- | ---- |
| 1 540 | 1 517 | 1 449 | 1 223 | 1 142 | 1 128 | 1 123 | 1 024 | 903  |

| 1962 | 1968 | 1975 | 1982 | 1990 | 1999 | 2005 | 2006 | 2010 |
| ---- | ---- | ---- | ---- | ---- | ---- | ---- | ---- | ---- |
| 808  | 707  | 601  | 508  | 519  | 535  | 556  | 555  | 559  |

| 2015 | 2020 | 2022 | - | - | - | - | - | - |
| ---- | ---- | ---- | - | - | - | - | - | - |
| 575  | 543  | 549  | - | - | - | - | - | - |

### Cultes
Anzême est dans la paroisse catholique de Saint-Pierre et Saint-Paul, aujourd'hui rattachée à celle de Saint-Pardoux à Guéret et au diocèse de Limoges.

## Économie
La commune d'Anzême aujourd'hui est purement rurale, constituée de maisons de retraités, d'employés dans les administrations et les services de Guéret et d'exploitations agricoles consacrées avant tout à l'élevage bovin, représenté en particulier par la belle race limousine, brune aux yeux ourlés de beige et aux longs cils. En été, des activités de loisir organisées autour des lacs artificiels sur la Creuse derrière trois petits barrages hydroélectriques construits ente 1981 et 1984 (production de 45 millions de kWh par an), attirent les touristes sur les plages de sable du « Pays des trois Lacs ». L'été attire des descendants des « émigrés » qui ont quitté la région au cours des décennies passées, mais aussi des étrangers du nord de l'Europe, séduits par le charme des paysages et le prix très compétitif de l'immobilier. La densité de population de l'ensemble du département n'est que de 22 habitants au km², après avoir connu à la fin du XIXe siècle des densités de 50 et localement, près des gros hameaux, de 100.

## Culture locale et patrimoine

### Lieux et monuments

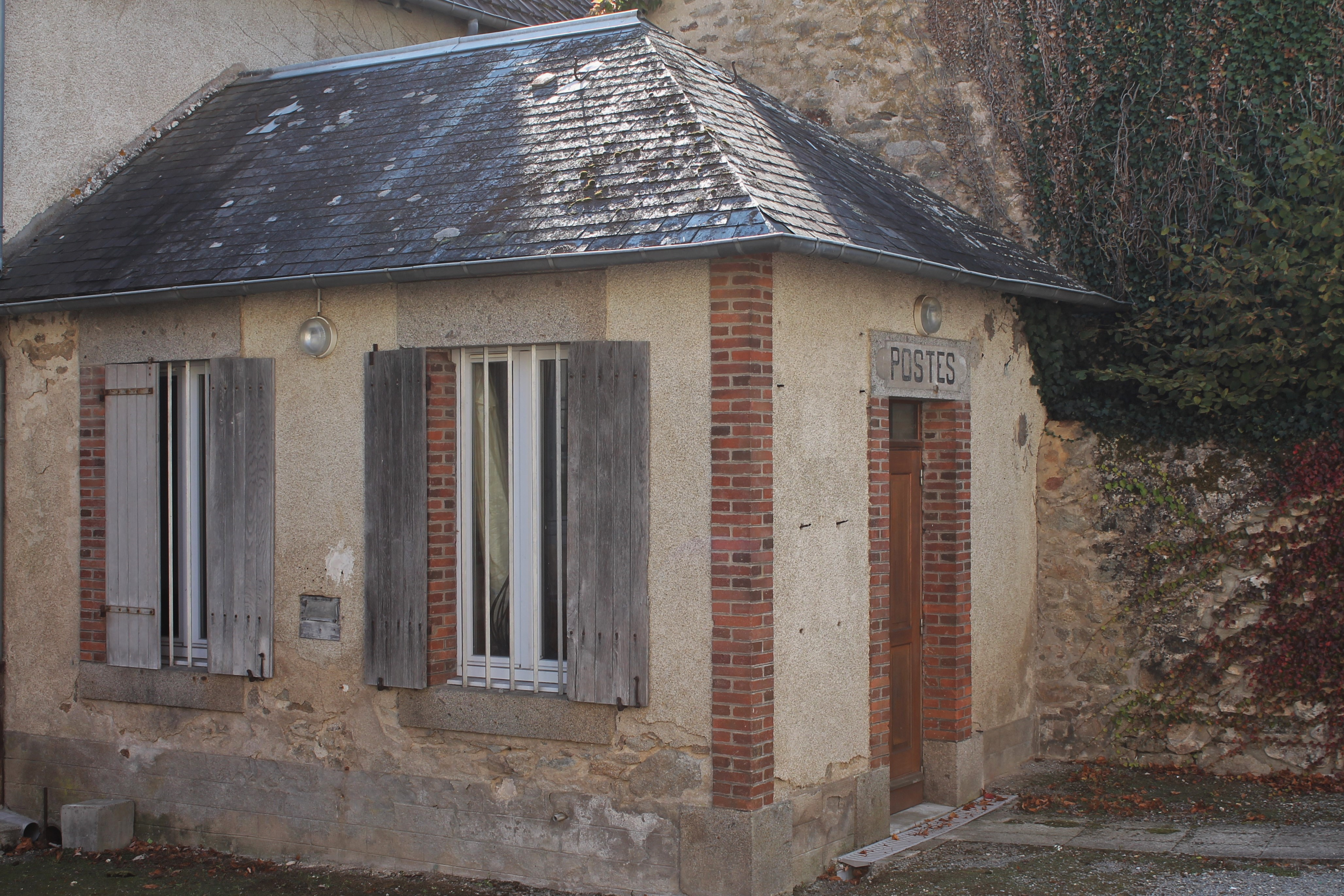

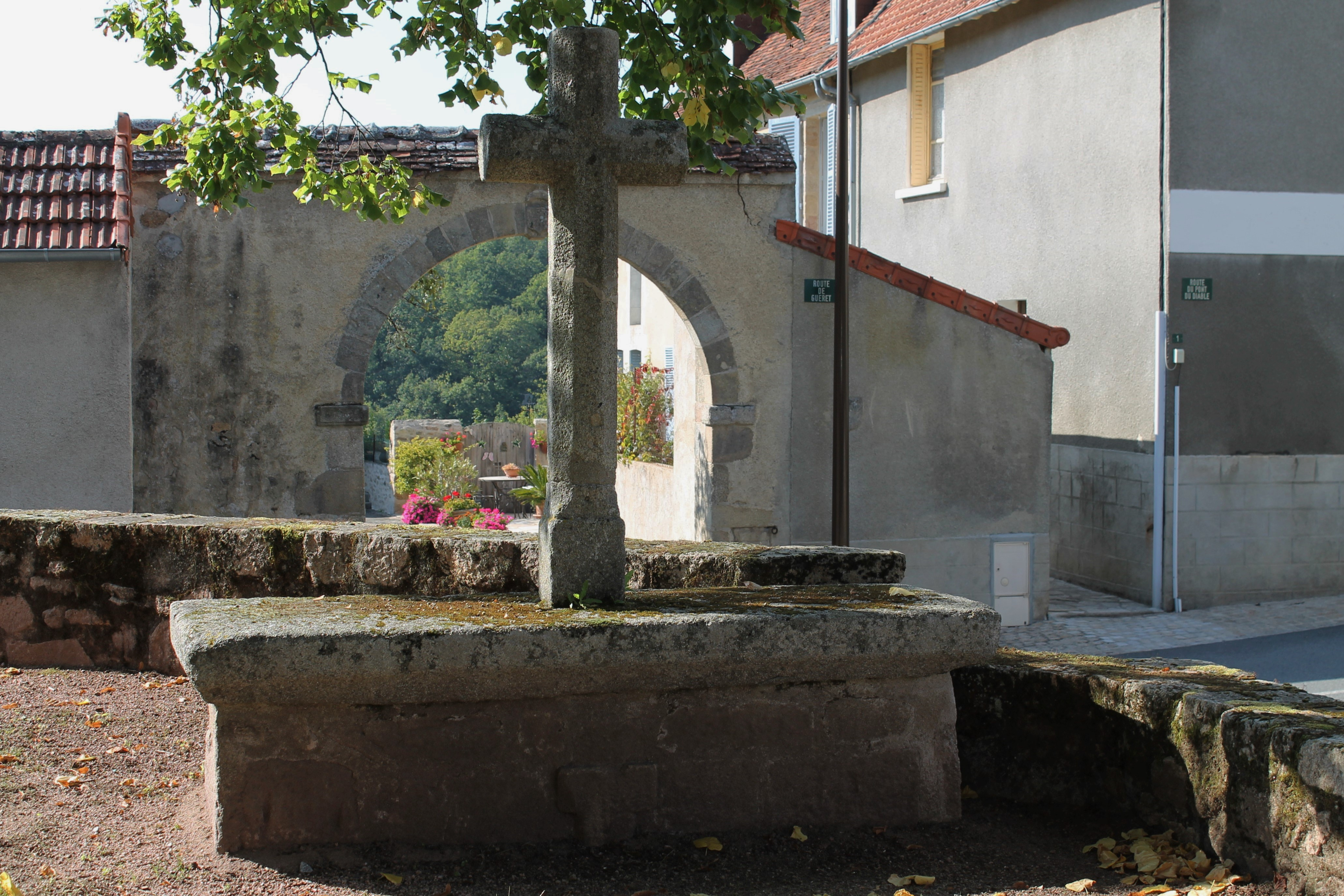

- Église Saint-Pierre et Saint-Paul, classée aux monuments historiques depuis 1982[31].

### Gastronomie
La gastronomie du terroir prépare les écrevisses, les ombres ou les truites, mais aussi les gibiers ou les viandes avec les champignons, parfois en tourtes ou en pâtés. Le pâté de pommes de terre fait honneur au tubercule qu'on dit arrivé en Limousin avant même que Parmentier ne l'introduise à la Cour et qui a remplacé la châtaigne dans les menus familiaux au XVIIIe siècle, et à la crème où elles baignent dans une pâte feuilletée. La crique de pommes de terre n'a rien à envier aux röstis suisses ou aux hash-browns de l'ouest américain. Les quiches sont à la citrouille et à la poitrine fumée de porc ou au fromage blanc. La bréjaude est une soupe au lard, aux raves et aux pommes de terre. Les crêpes de sarrasin, qu'on appelle tourtous en Corrèze, et les miques peuvent remplacer le pain. Et les desserts sortent parfumés des fours, douillons et flaugnardes aux pommes, clafoutis aux cerises, boulignous parfumés au rhum, gâteaux aux noisettes ou aux châtaignes, gargoulleaux ou tourtelles aux poires…

### Personnalités liées à la commune

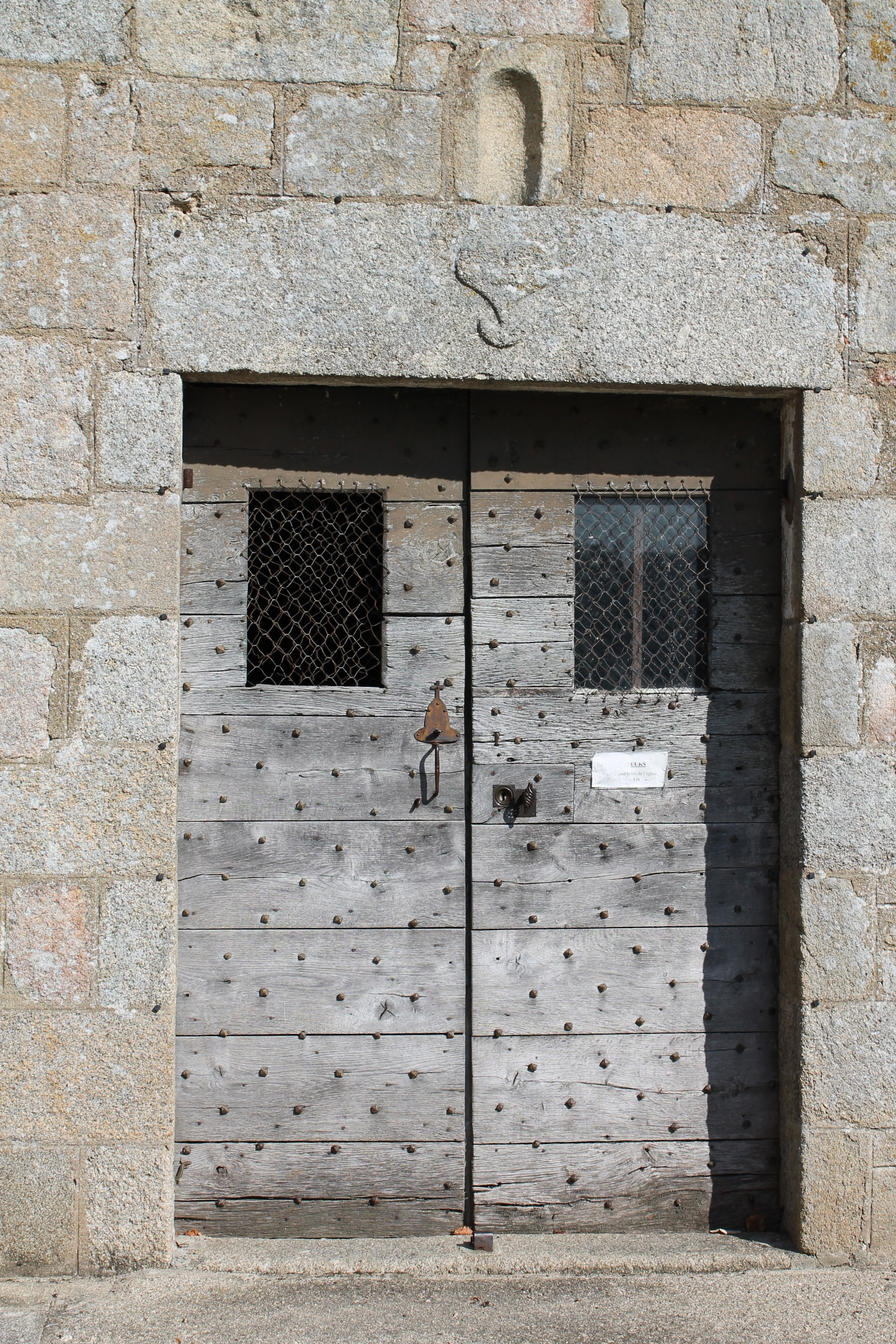